# Fresh Prince i Bel Air
Fresh Prince i Bel Air (originaltitel: The Fresh Prince of Bel-Air) är en amerikansk sitcom från 1990–1996 med Will Smith i huvudrollen. Skapad av Andy Borowitz och Susan Borowitz. Det har gjorts sex säsonger (148 avsnitt, ungefär 25 per säsong), varje avsnitt är ungefär 23 minuter långt.
Denna TV-serie debuterade i svensk TV februari 1994. Den sändes då i Kanal 5 Nordic. Senare har den även visats i TV4 Komedi, Kanal 9 samt senast i TV6 och på Viaplay.
En reboot är under utveckling av Smith och Morgan Cooper, baserad på Coopers fanfilm Bel-Air.

## Handling
William "Will" Smith är en helt vanlig kille från västra Philadelphia i Pennsylvania, USA. När han hamnar i ett bråk i sin hemstad, skickar hans mamma honom till en trygg familj vid namn Banks – deras rika släktingar i Bel Air (en stadsdel i västra Los Angeles) i Kalifornien. De är inte sådana personer som de i Wills hemstad och de beter sig inte som "hans förra umgängen och personer från ghettot" gör. Will tror att han kan leva som han gör hemma, men får senare reda på att allt är annorlunda. Han får följa andra regler och hela hans liv förändras. Detta är grundhistorien i samtliga vinjetter till serien. Tittarna får under sex säsonger följa hans resa.
Premissen är löst baserad på den verkliga historien om seriens producent Benny Medina.

## Rollista

### Huvudroller
- Will Smith – Will Smith

- James Avery – Philip Banks
- Janet Hubert (säsong 1–3) och Daphne Maxwell Reid (säsong 4–6) – Vivian Banks
- Alfonso Ribeiro – Carlton Banks
- Karyn Parsons – Hilary Banks
- Tatyana Ali – Ashley Banks
- Joseph Marcell – Geoffrey Butler
- Olika skådespelare (säsong 3–4) och Ross Bagley (säsong 5–6) – Nicky Banks

### Återkommande roller
- DJ Jazzy Jeff – Jazz (säsong 1–6)
- Vernee Watson-Johnson – Viola "Vy" Smith (säsong 1–6)
- Michael Weiner – Kellogg "Cornflake" Lieberbaum (säsong 1–2)
- Lisa Fuller – Toni (säsong 1)
- Jenifer Lewis – Helen Smith (säsong 2–6)
- Charlayne Woodard – Janice Smith (säsong 2–3)
- Perry Moore – Tyriq "Ty" Johnson (säsong 2)
- Brian Stokes Mitchell – Trevor Collins-Newsworthy (säsong 3)
- Tyra Banks – Jacqueline "Jackie" Ames (säsong 4)
- Nia Long – Beullah "Lisa" Wilkes (säsong 5)

## Utveckling
År 1990 beslutade musikchefen Benny Medina, tillsammans med sin affärspartner, Jeff Pollack, att marknadsföra en TV-berättelse baserad på Medinas liv. Medina hade vuxit upp fattiga i East Los Angeles men hans liv förändrades när han blev vän med en rik vit tonåring, vars familj bodde i Beverly Hills och tillät Medina att leva med dem. Medina bestämde sig för att använda denna del av sitt liv som seriens huvudfokus.
Medina presenterade idén till Quincy Jones, som just hade tecknat ett TV-avtal med Time-Warner. Jones blev imponerad av idén och arrangerade ett möte med NBC-chefen Brandon Tartikoff. Will Smith var då välkänd som eftersom hans musikkarriär som The Fresh Prince hade satt honom på mainstream-radarn. På förslag från sin dåvarande flickvän, gick Smith till en inspelning av The Arsenio Hall Show där han träffade Medina av en slump. Medina presenterade idén för Smith, men Smith var ovillig eftersom han hade aldrig skådespelat tidigare. Medina uppmanade Smith att träffa Jones på en fest som Jones hade i sitt hus i december 1989. Där överlämnade Jones till Smith ett manus av en misslyckad Morris Day-pilot som han hade producerat och utmanade Smith att provspela för Tartikoff på plats. Smith gjorde det och det första kontraktet för serien upprättades den kvällen i en limousine utanför. Tre månader senare inspelades piloten av serien.
Den 1 maj 1990 började inspelning av pilotavsnittet. Säsong 1 sändes först i september 1990 och slutade i maj 1991. Seriefinalen inspelades den 21 mars 1996 och sändes den 20 maj 1996.
Temasången "Yo Home to Bel Air" skrevs och utfördes av Smith under hans scennamn, The Fresh Prince. Musiken komponerades av Quincy Jones, som krediteras med Smith i slutet av varje avsnitt.

## Planerad reboot
Den 13 augusti 2015 rapporterades det att en reboot av serien var under utveckling av Overbrook Entertainment, med Will Smith som producent. I augusti 2016, under en PR-intervju med E! TV-nätverk för hans då kommande film Suicide Squad, förnekade Smith att en reboot var under utveckling och sa att det skulle hända "...ganska nära när helvetet fryser till is."
I augusti 2020 tillkännagavs det att Will Smith och Morgan Cooper skulle utveckla en reboot av serien baserad på Cooper's Bel-Air. Serien hade enligt uppgift varit i verk i över ett år sedan Cooper publicerade sin Bel-Air trailer på YouTube.